# Hervé Yamguen
Hervé Yamguen, né le 17 juin 1971 à Douala, est un artiste camerounais.

## Biographie

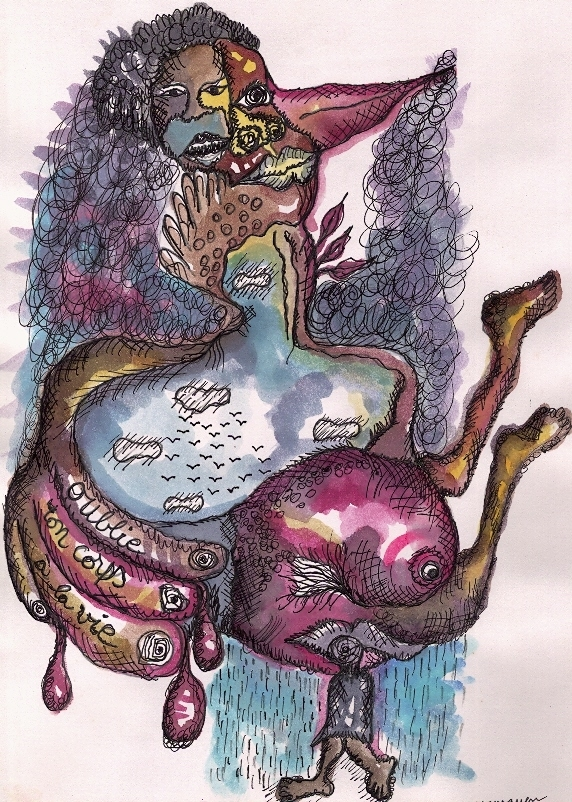
Hervé Yamguen, Oublie ton corps à la vie – 2007

Hervé Yamguen a entamé son activité artistique en tant qu'autodidacte, en se lançant comme peintre et sculpteur et en découvrant successivement  la passion pour l'écriture qui lui a permis de s'interroger sur sa propre identité. L'artiste est né à Douala où il vit et travaille, dans un des quartiers plus populaires de la ville, le très connu New Bell. Cette ambiance particulière du quartier contribue à construire son imaginaire et son identité urbaine et lui a permis d'organiser ces dernières années des ateliers dans le quartier, en collaboration avec des artistes de différentes nationalités.
Hervé Yamguen s’exprime aussi bien par l’écriture (plusieurs publications) que par les arts visuels (dessin, peinture, sculpture). Il a fait quelques incursions dans la photographie, la performance, l’installation et réalise régulièrement des scénographies pour le théâtre.
Il se met à la peinture à l’âge de 17 ans et embrasse le métier d’artiste à la fin des années 1980. Autodidacte, il se forme d’abord par ses lectures en histoire de l’art. Plus tard, il aura l’occasion d’effectuer une année de formation (2000-2001) à l’École des Arts Décoratifs de Strasbourg (ESAD), en France. Récemment intronisé notable dans le village de son père à l’Ouest du Cameroun, il renoue avec les codes des rituels et coutumes, tout en conservant sa posture d’artiste contemporain.
Les thèmes présents dans son travail sont l’érotisme, le questionnement de l’humain-végétal-animal et oiseau. À travers ces thèmes, il entend raconter l’histoire des humains et invite à regarder la vie par l’émerveillement, par les petits détails du quotidien qui représentent la beauté du monde et rendent la vie plus paisible. Yamguen s’inspire du travail (technique, force de travail, style) de plusieurs écrivains et plasticiens qui travaillent sur l’émerveillement, la fantaisie et l’imaginaire : Matisse, Picasso, Henri Michaud, et les poètes surréalistes.
Son travail a été exposé dans différents pays du monde. Maintes fois en France et en Allemagne, puis en Côte d’Ivoire et au Sénégal (2015 et 2016). Il a effectué de nombreuses résidences d’études et de création au Cameroun et à l’étranger. 
À côté de son métier de créateur, Hervé Yamguen a occupé d’autres fonctions dans le monde de l’art. Il a enseigné les arts plastiques dans le secondaire (en 2005 et 2006 à Douala). Il a été le directeur artistique des trois éditions (2011, 2012 et 2013) du Marché des Arts Plastiques de Bali (quartier de Douala). Il a co-fondé, à New-Bell où il réside, le Cercle Kapsiki, collectif regroupant cinq plasticiens. Le Cercle a ouvert, à New-Bell, la K Factory, lieu d’accueil en résidences d’artistes transdisciplinaires et galerie d’art contemporain.

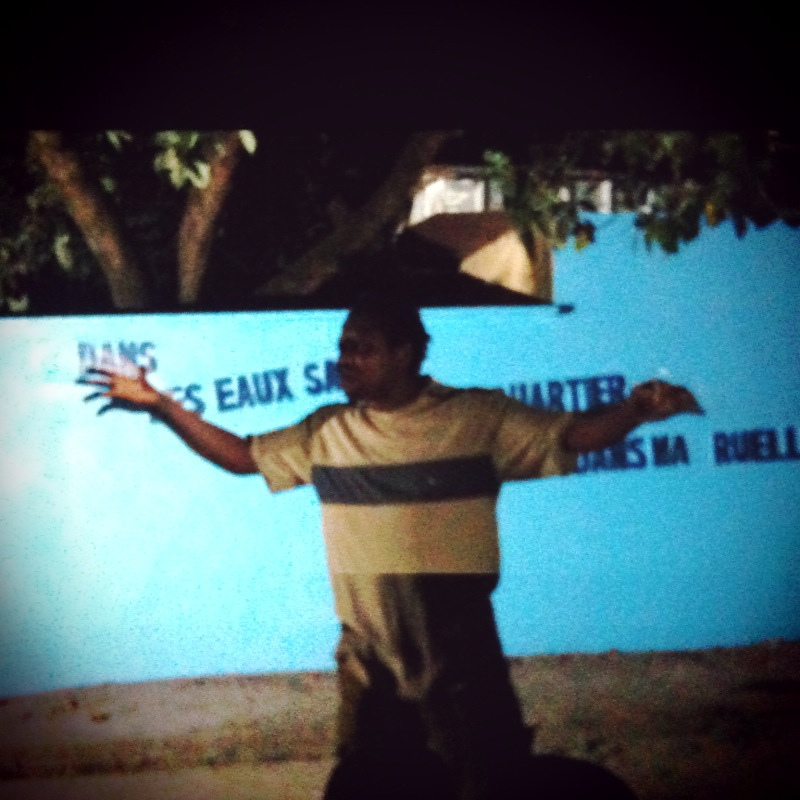
Roberto Paci Dalò - SUD Salon Urbain de Douala 20103

En qualité de membre du collectif Cercle Kapsiki, il a pris part à Scénographies urbaines, en janvier 2003, un projet en collaboration avec plusieurs artistes du Cameroun. Des artistes provenant de divers horizons et des quatre coins du monde ont résidé pendant plusieurs semaines dans le quartier populaire New Bell : le projet a permis aux artistes de s'exprimer et d'échanger avec les habitants du quartier, qui n'avait pas une réputation parmi les meilleures et d'expérimenter des nouvelles pratiques de cohabitation. Abandonner les stéréotypes et réinventer sa propre communication ont été les deux objectifs principaux du workshop. Pendant le workshop de New Bell, le cercle Kapsiki (Hervé Youmbi, Hervé Yamguen, Blaise Bang, Salifou Lindou, Jules Wokam) et le collectif Skurk (JC Lanquetin, François Duconseille), ont invité d'autres artistes du Cameroun, de la France, de la République démocratique du Congo et du Liban, à partager avec la population la vie du quartier.
Il a exposé en 2003 son travail à la Galerie MAM dans le cadre de projet Pièce Unique, organisé par le centre culturel français de Douala. Il a également publié un long poème, intitulé Le temps de la saison verte en 1998.

## Œuvre
Néons d’Amour est une installation lumineuse urbaine faite de dessins multicolores de néons, qui a été partiellement montrée pendant une semaine à New Bell, sur des façades d'immeubles inachevés. Hervé Yamguen réinstalle les Néons d'Amour, au complet, en salle d'exposition pour deux mois dans une scénographie originale.
Les mots écrits de New-Bell appellent l'investissement de trois rappeurs et rappeuses en herbes de New-Bell Ngangue, quartier où réside l'artiste Hervé Yamguen. Accompagnés de professionnels, les trois jeunes font part de leurs relations à l'eau dans leur vie quotidienne dans quatre compositions. Des bribes de textes en seront extraites et se mêleront à l'environnement urbain, sous forme de néons fixés sur quelques façades du quartier. Les quatre compositions sont actuellement en création.

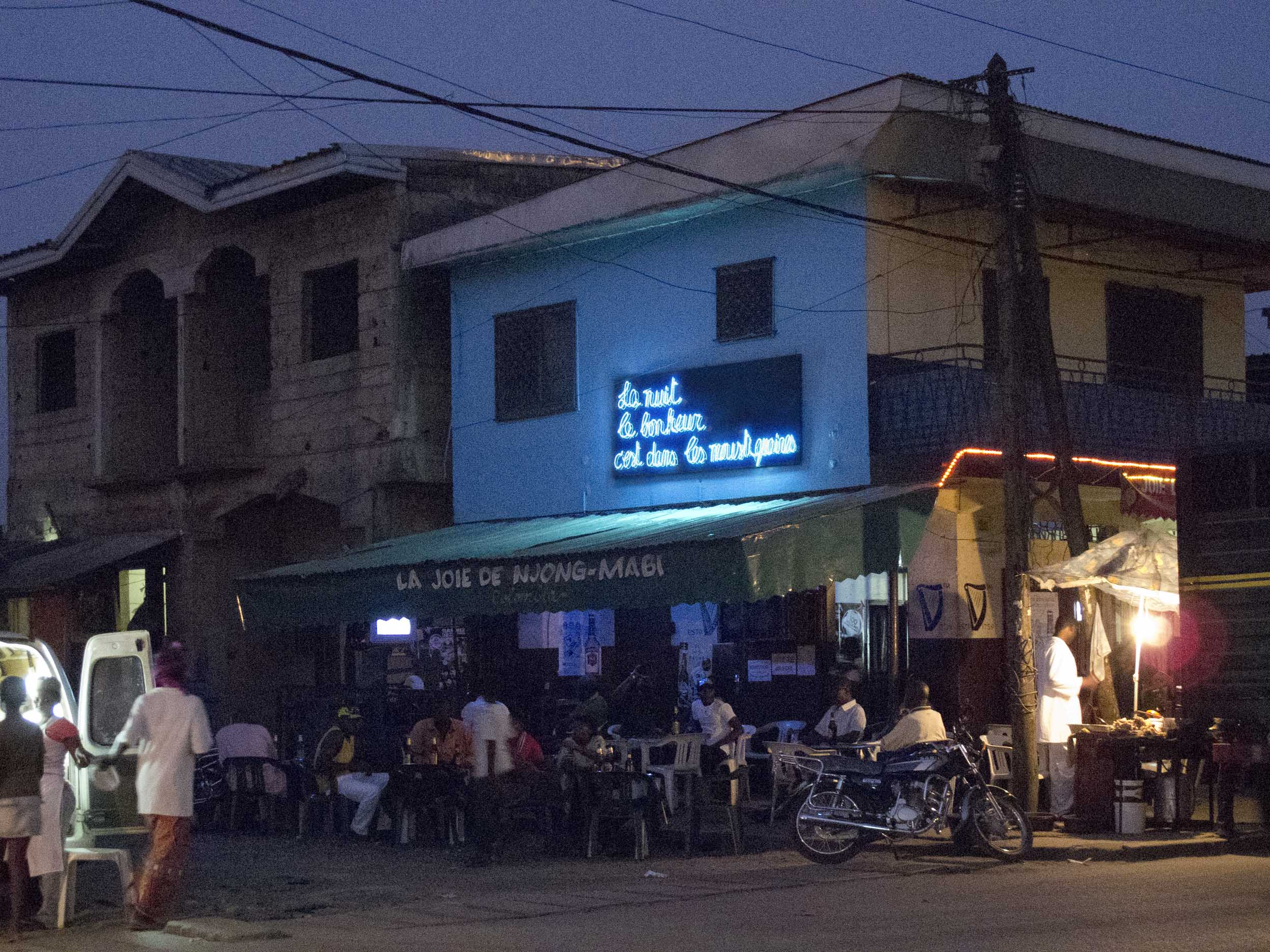
Néons d’Amour, 2007
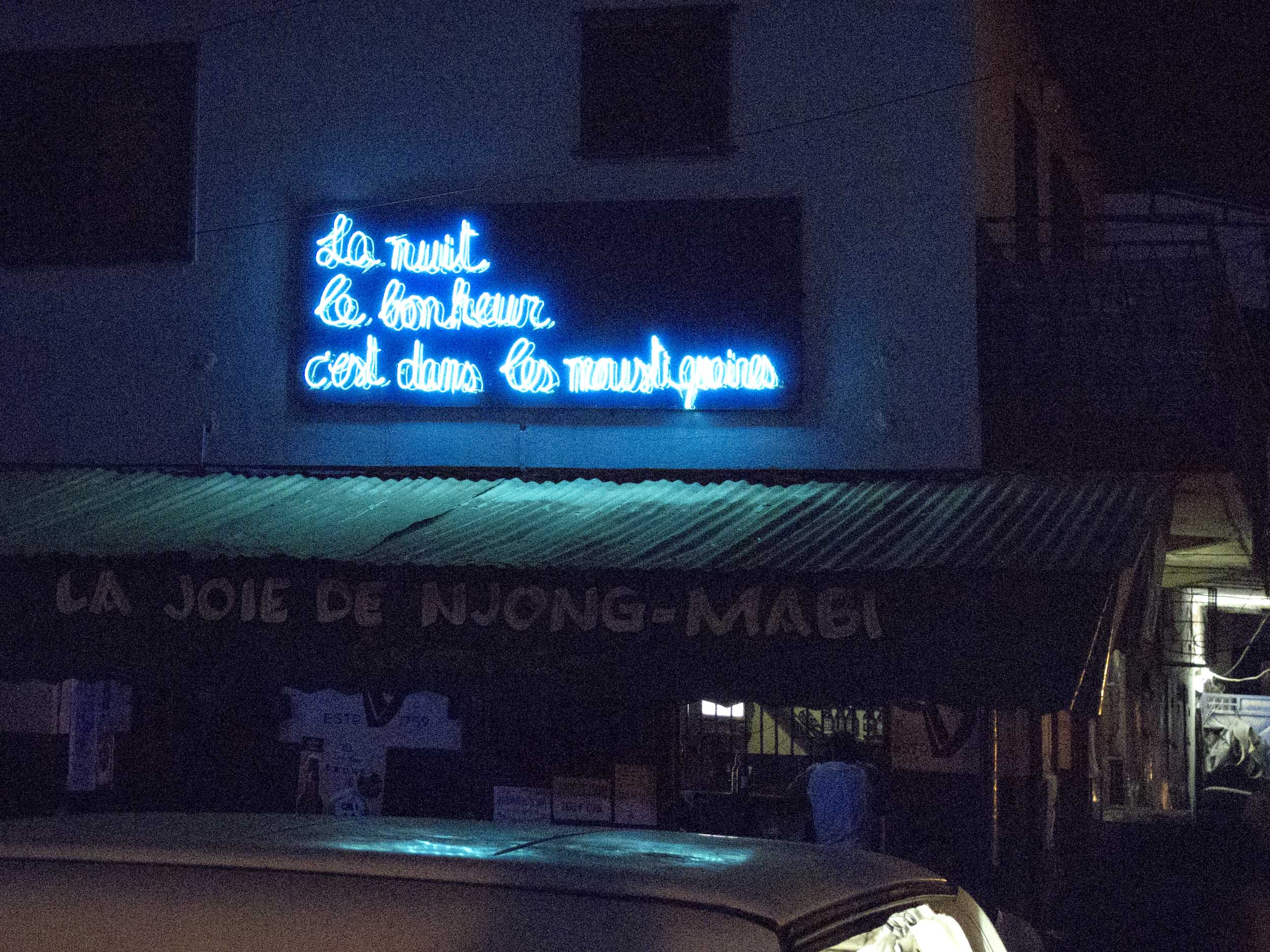
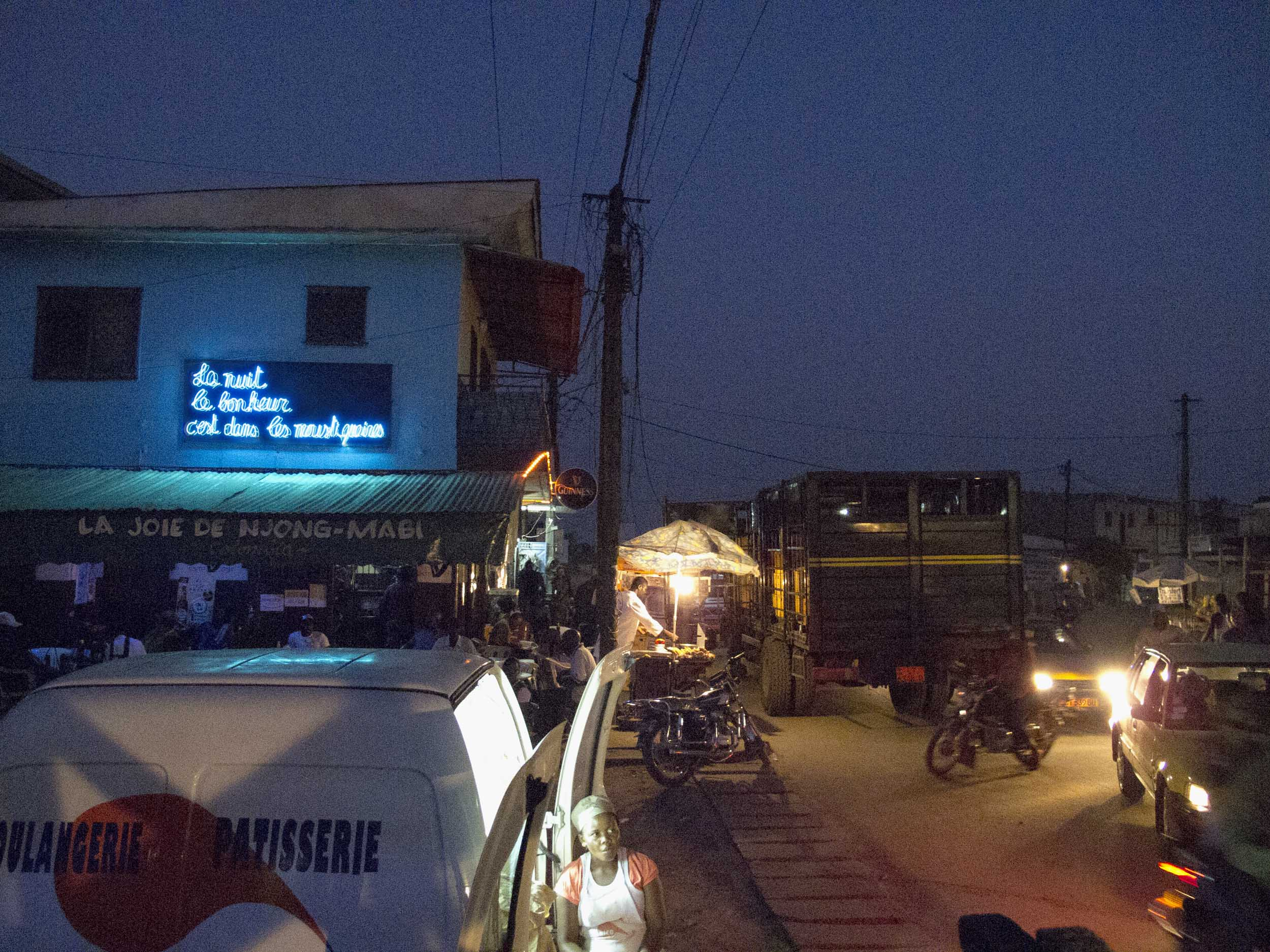
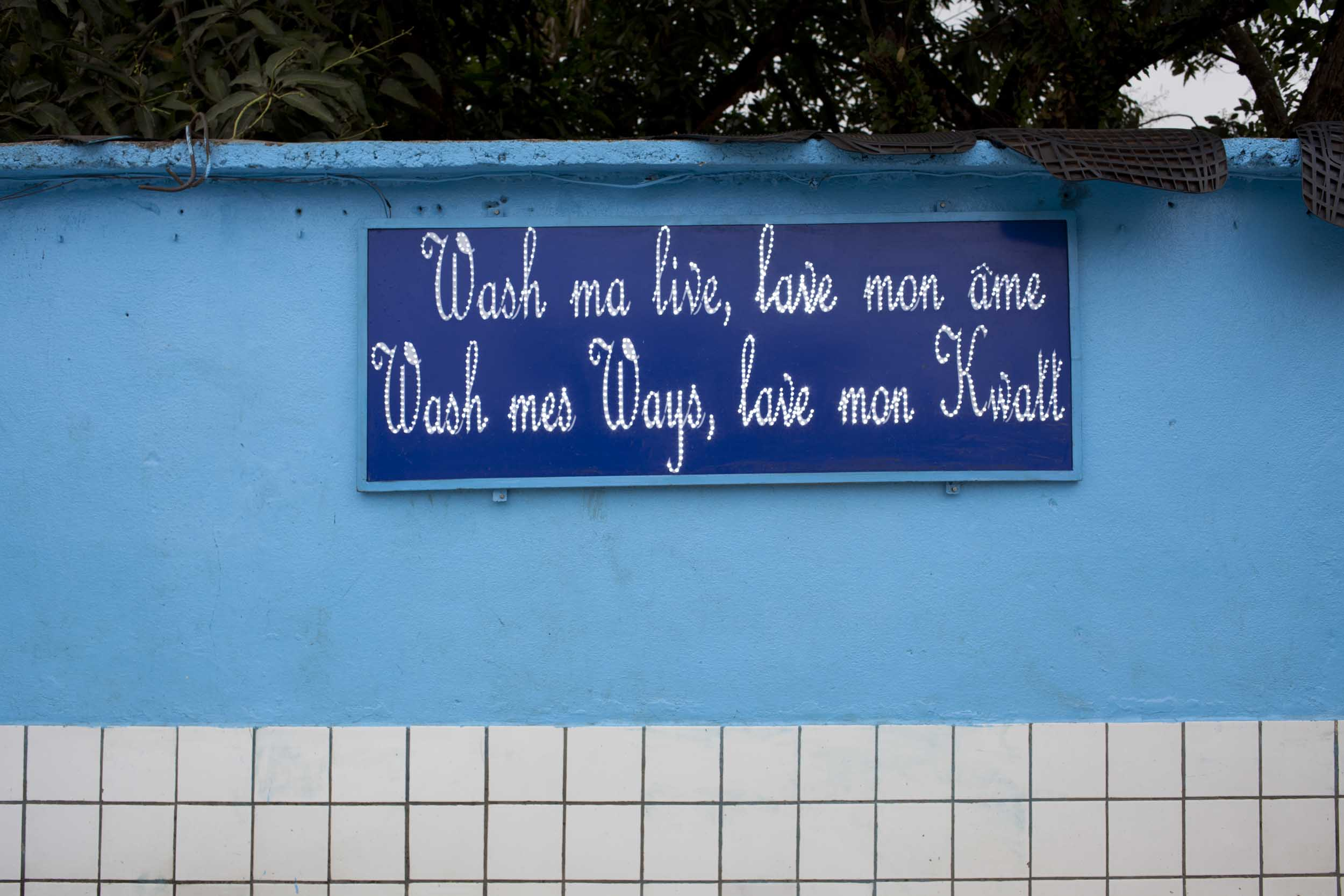
Les mots écrits de New-Bell, 2010
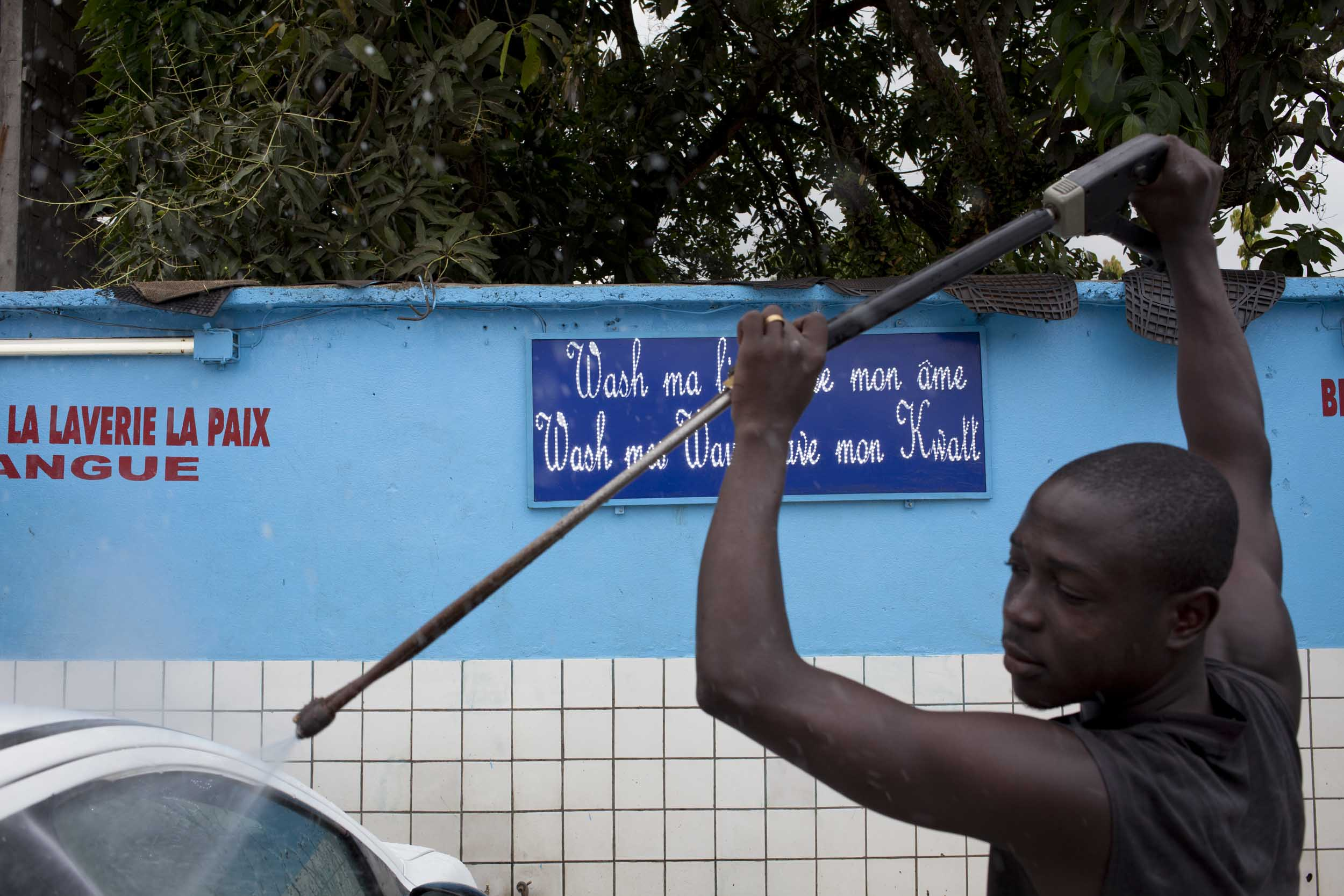
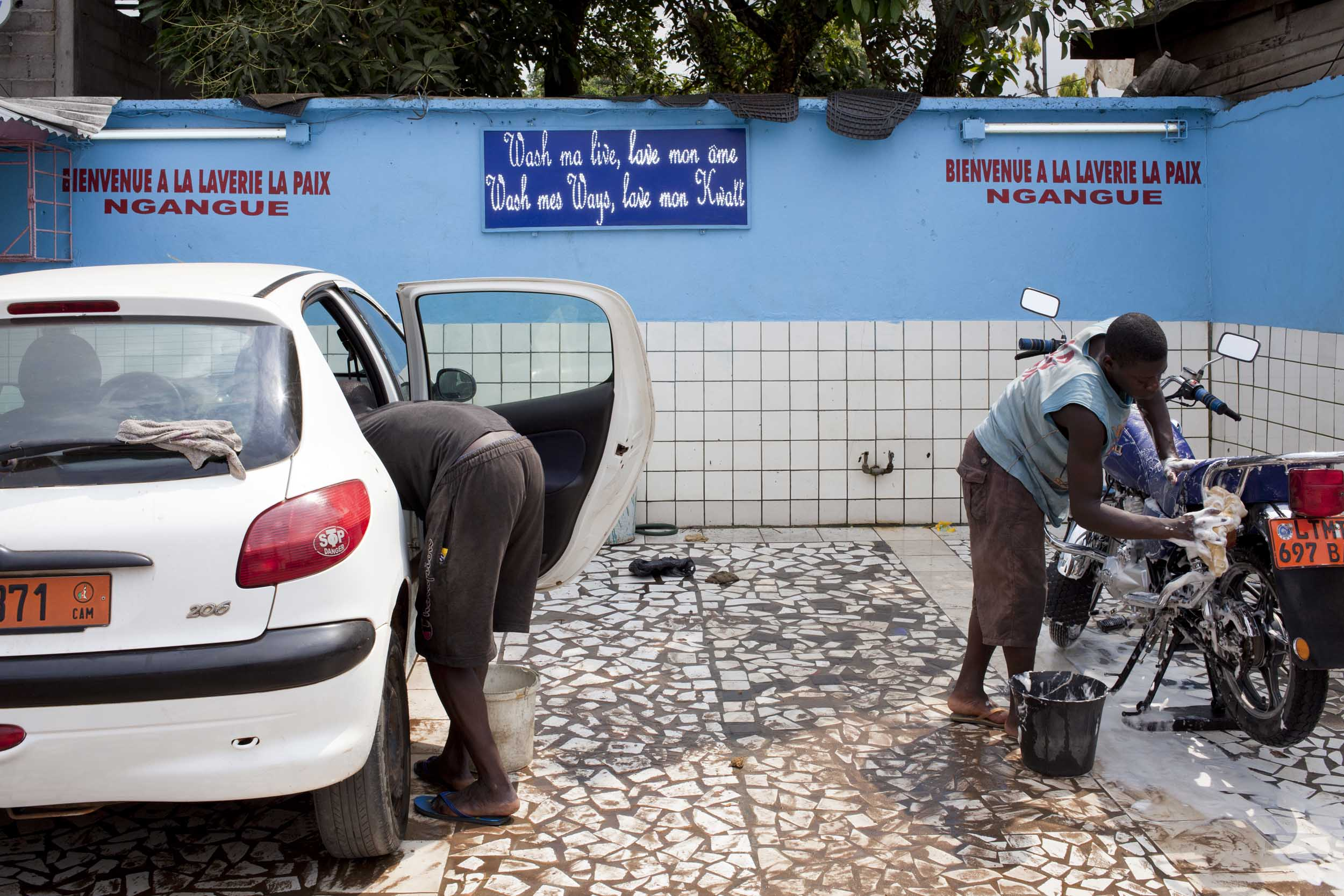

## Publications
- Le Temps de la saison verte, poésie, Ed. Les Solitaires intempestifs, France, 1998
- La Nuit cristalline, livre objet, 12 exemplaires, poésie, 2000
- Entre brune et cratère, livre objet, 10 exemplaires sérigraphiés, poésie, 2000
- Le déluge en soi n'est jamais trop loin, poésie, dessins, CCF Blaise Cendrars, Cameroun, mars 2005
- Sous les airs du Wouri, Pas de quartier- Brigade d'intervention poétique, édition du CCF Blaise Cendrars, 2006
- Respiration, dans "Interdit de laver sa mobylette", poésie, ouvrage collectif, illustration de Hervé Yamguen, éditions Opoto, 2007
- Boulevard de la Liberté (poésie) ouvrage collectif publié aux Ed du CCF de Douala. 2006
- Pas d’quartiers (poésie et nouvelles) ouvrage collectif publié aux Ed du CCF de Douala. 2006
- Journal de la lune-horloge, Éditions chez moi-chez toi du collectif 12.2008
- Hervé Yamguen, carnet de la création. Éditions de l’œil. 2011
- Les oiseaux, dessins et sculptures. Doua’art. 2015
- Héroïsmes ordinaires, Potterée, Mayak/Phare Papier, 2018 (Extraits publiés dans la revue Diacritik)
- Habille-toi de terre et de sel, Bafoussam, Les bruits de l’encre, coll. Poèmes de poche, 2021.